# بيورك
بيورك (بالآيسلندية: Björk (أصد: ‎/pjœr̥k/‏)) (مواليد 21 نوفمبر 1965) فنانة طليعية آيسلندية، مغنية كاتبة أغاني، ملحنة، ممثلة، منتجة موسيقية. تشمل أعمالها عشرة ألبومات غنائية وموسيقى تصويرية لأفلام.
اشتهرت بأسلوب غنائها التعبيري ونوعية صوتها السوبرانو المتعدد المستويات، والمتنوع وبأسلوبها الانتقائي للموسيقى والذي يتضمن تأثرا بأنواع موسيقية مختلفة. بينها البوب، الروك البديل، الجاز، ambient، الإلكترونية، الكلاسيكية، الفلكلورية والتريب هوب.
من أشهر أغانيها المنفردة It's Oh So Quiet وأغنية Army of Me وHyperballad. جميعها احتلت قائمة الأغاني العشر الأول في المملكة المتحدة.
في 2003 ذكرت مؤسسة One Little Indian أن يورك باعت أكثر من 15 مليون اسطوانة حول العالم. كما ترشحت 13 مرة لجوائز الغرامي، ومرة لجائزة الأوسكار ومرتين لجائزة الغولدن غلوب (بينها مرة كممثلة).
وبالنسبة لدورها في فيلم رقص في الظلام "Dancer in the Dark" من إخراج لارس فون ترايير فقد فازت بجائزة أفضل ممثلة في مهرجان كان السينمائي.
تم تصنيفها في المرتبة 36 في قائمة في إتش ون "VH1" أفضل مائة امرأة في الروك أند رول. وفي المرتبة الثامنة من قبل إم تي في في «أفضل 22 صوتا في الموسيقى». آخر ألبوماتها فولتا "Volta" تم اصداره عالميا في 8 مايو 2007.